# Osiedle Stefana Grota-Roweckiego (Krosno)
Osiedle Stefana Grota-Roweckiego – jednostka pomocnicza gminy (osiedle) miasta Krosno. 
Obszar osiedla wynosi 84,69 ha. Liczba mieszkańców w 2019 wyniosła 2 177. Jest dość urozmaiconą częścią miasta, w swoich granicach ma tak charakterystyczne elementy, jak: nowe skupisko bloków z kilkoma wieżowcami, cmentarz, koryto Lubatówki, siedzibę Regionalnej Dyrekcji Lasów Państwowych, najnowszy kościół św. Piotra Apostoła i św. Jana z Dukli, oraz pomnik Jana Pawła II.